# Vivien Keszthelyi
Vivien Keszthelyi (Debrecen, Hungría; 7 de diciembre de 2000) es una expiloto de automovilismo húngara. Actualmente es miembro de la Audi Sport Racing Academy.

## Carrera
Cuando corrió por primera vez en una competición internacional, terminó tercera en la categoría absoluta y segunda en la categoría junior durante el fin de semana de carreras en Hungaroring. Pudo participar en la serie Swift Cup Europe con una licencia especial, que era imprescindible para que pueda competir a nivel internacional a su edad. Al final de la temporada, terminó tercera en junior y sexta en la clasificación general. El promotor de la Swift Cup Austria la invitó a una de las carreras de la competición, donde terminó cuarta.
En su segunda temporada en la Swift Cup Europe terminó tercera en la categoría absoluta y segunda en la categoría junior. En 2016 fue incluida en la Audi Sport Racing Academy a la edad de 15 años entre los tres pilotos elegidos para ser miembros de la academia.
Keszthelyi luego compitió en el Trofeo de la Zona de Europa Central con un Audi TT. En su primera temporada se convirtió en campeona nacional húngara D-2000 tanto en la categoría de sprint como en la de resistencia.
En 2017, Keszthelyi continuó en la Audi Sport TT Cup, donde solo completó 7 de 13 carreras. Obtuvo 65 puntos y terminó 13º en el campeonato.
En 2018, Keszthelyi compitió en la Audi Sport Seyffarth R8 LMS Cup con un Audi R8 LMS GT4. El joven de 17 años tuvo actuaciones constantes durante toda la temporada. A lo largo de la temporada consiguió 3 podios. Al final de la temporada se coronó subcampeona absoluta y campeona de la categoría novatos.
El 2 de enero de 2019, se confirmó que Keszthelyi competiría en la Serie de invierno del Campeonato Asiático de F3. Anotó 13 puntos y terminó 13º.
Keszthelyi calificó para la W Series como uno de los dos pilotos de reserva. Vivien Keszthelyi reemplazó a Emma Kimiläinen en la segunda ronda en Zolder y en la tercera ronda en Misano, donde anotó su único punto de la temporada. Normalmente era piloto de reserva, pero fue ascendida a funciones de conductora regular en la Ronda 4 y la Ronda 6.
En 2020, probó el Dallara 320 con Carlin Motorsport y Motopark.
En 2021 compitió en la Eurofórmula Open con Motopark. El joven de 20 años fue la primera húngaro en competir en la competición.

## Resumen de carrera
| Temporada | Categoría                                     | Equipo                | Carreras | Victorias | Poles | VR | Podios | Puntos | Pos. |
| --------- | --------------------------------------------- | --------------------- | -------- | --------- | ----- | -- | ------ | ------ | ---- |
| 2014      | Suzuki Swift Cup Europe                       | Oxxo Motorsport       | ?        | ?         | ?     | ?  | ?      | ?      | 6.ª  |
| 2015      | Suzuki Swift Cup Europe                       | Oxxo Motorsport       | ?        | ?         | ?     | ?  | ?      | ?      | 3.ª  |
| 2016      | Central European Zone Trophy                  | Team VRS              | ?        | ?         | ?     | ?  | ?      | ?      | 1.ª  |
| 2017      | Audi Sport TT Cup                             | N/A                   | 11       | 0         | 0     | 0  | 0      | 65     | 13.ª |
| 2018      | Audi Sport Seyffarth R8 LMS Cup               | Team VRS              | 12       | 0         | 0     | 0  | 3      | 129    | 2.ª  |
| 2019      | W Series                                      | Hitech GP             | 4        | 0         | 0     | 0  | 0      | 1      | 17.ª |
| 2019      | Campeonato Asiático de F3 - Serie de invierno | BlackArts Racing Team | 9        | 0         | 0     | 0  | 0      | 13     | 13.ª |
| 2021      | Eurofórmula Open                              | Team Motopark         | 12       | 0         | 0     | 0  | 0      | 12     | 20.ª |
| Fuente:   |                                               |                       |          |           |       |    |        |        |      |